# Gora Nikiforova
Gora Nikiforova (Transliteration von russisch Гора Никифорова Gora Nikiforowa) ist ein Nunatak im ostantarktischen Mac-Robertson-Land. Er ragt östlich des Mount Fox in den Anare-Nunatakkern auf.
Russische Wissenschaftler benannten ihn. Der Namensgeber ist nicht überliefert.